# Territorio lateral del tálamo
El territorio lateral del tálamo constituye una agrupación de núcleos cerebrales en el aspecto lateral del tálamo cerebral. De los núcleos laterales parten fibras de vuelta en dirección de la circunvolución del cíngulo y otras estructuras del sistema límbico.

## Divisiones
La masa nuclear lateral del tálamo suele dividirse en una porción ventral y otra dorsal, cada uno con su secuencia de núcleos de asociación. 
Los núcleos ventrales incluyen:
- núcleo ventral anterior (VA)
- núcleo ventral lateral (VL)
- núcleo ventral posterior (VP) que, a su vez, se divide en dos
  - ventral posteromedial (VPM)
  - ventral posterolateral (VPL)

Los núcleos posteriores de la región lateral del tálamo son:
- pulvinar
- núcleo lateral posterior
- núcleo lateral dorsal

## Función
En conjunto con el núcleo anterior del tálamo el territorio lateral del tálamo se asocian con funciones relacionadas con la memoria, el aprendizaje y ciertas conductas emocionales alimenticias, de albergue y sexo.